# 에드워드 도널 토머스
에드워드 도널 "돈" 토머스(영어: Edward Donnall "Don" Thomas, 1920년 3월 15일 ~ 2012년 10월 20일)는 미국의 내과 의사이다. 백혈병 치료로 골수 이식을 개발한 것으로 알려져 있다.
1990년에 생체기관과 세포 이식에 관한 발견으로 조지프 머리와 함께 노벨 생리학·의학상을 수상했다.

## 수상 경력
- 1990년 : 가드너 국제상
- 1990년 : 노벨 생리학·의학상
- 1990년 : 미국 국가 과학상